# Kudincewo
Kudincewo (ros. Кудинцево) – wieś (ros. село, trb. sieło) w zachodniej Rosji, centrum administracyjne sielsowietu kudincewskiego w rejonie lgowskim (obwód kurski).

## Geografia
Miejscowość położona jest nad Sejmem, 9 km na północny zachód od centrum administracyjnego rejonu (Lgow), 70 km na zachód od Kurska.
We wsi znajdują się ulice: Gora, Ługowaja, Nabierieżnaja, Nowosiołowka, Ponizowka, Puszkariewka, Sadowaja, Stiepanowka i Woroszyłowa (335 posesji).
Klimat
Miejscowość, jak i cały rejon, znajduje się w strefie klimatu kontynentalnego z łagodnym ciepłym latem i równomiernie rozłożonymi opadami rocznymi (Dfb w klasyfikacji klimatów Köppena).

## Demografia
W 2010 r. wieś zamieszkiwało 521 osób.